# 加列道站
加列道站位在馬尼拉溪仔婆區，屬於馬尼拉輕軌1號線的車站，於1985年5月12日正式啟用。該車站處於黎剎大道和加列道街（Carriedo street）路口，站體坐落黎剎大道而橫跨加列道街，為馬尼拉市溪仔婆區、聖克魯斯區和岷倫洛區的交通服務。本站是1號線唯一設有遮棚的車站，曾作為節目中的繞道地點。

## 周邊設施
車站為1號線在巴石河北岸的首站。東邊可通往溪仔婆教堂，每年1月9日此處舉行的黑拿撒勒人出巡是菲律賓重要的宗教活動，西邊則通往昔日馬尼拉的商業中心埃斯科塔街和拉克松廣場，以及聚集眾多菲律賓華人的王彬街（Ongpin Street）。各式交通工具從車站出發經由麥克阿瑟大橋橫跨巴石河，進而前往馬尼拉各處。

## 車站結構
| 3樓  | 側式月台，車門由右側開啟 | 側式月台，車門由右側開啟                         |
| 3樓  | A月台                    | ← 1號線 小費爾南多·波因方向                      |
| 3樓  | B月台                    | → 1號線 桑托斯博士方向 →                         |
| 3樓  | 側式月台，車門由右側開啟 |                                                  |
| 2樓  | 車站大廳                 | 驗票閘門、售票亭、車站控制、商店、伊塞坦加列道店 |
| 地面 | 街區                     | 遠東航空大學                                     |